# Bad Bubendorf

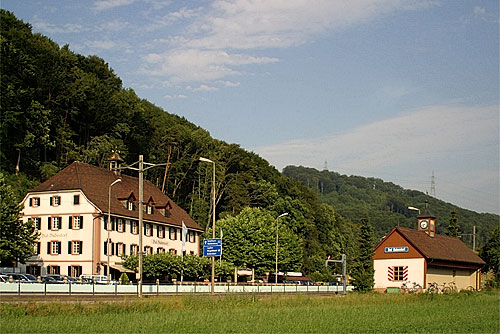
Historisches Hotel und Haltestelle der Waldenburgerbahn

Als Bad Bubendorf wird das Gebiet zwischen Liestal und Bubendorf (Basel-Landschaft, Schweiz) bezeichnet, in welchem sich das Tal der Hinteren Frenke (Reigoldswilertal/Föiflibertal) mit dem Tal der Vorderen Frenke (Waldenburgertal) vereinigt. Ursprünglich bestand in dem Gebiet «nur» ein geschichtsträchtiges Gebäude und Hotel. Im 19. Jahrhundert kam eine Station an der Waldenburgerbahn hinzu. Heute stehen im Bad Bubendorf auch Gewerbegebäude, und die Wiesen werden für Sportanlässe genutzt.

## Geschichte
Die erste urkundliche Niederschrift des Bad Bubendorf reicht in die Mitte des 17. Jahrhunderts zurück, als am 20. April 1641 der Statthalter des Bürgermeistertums der Stadt Basel die heilsame Brunnenquelle gegenüber dem Vogt Jakob Zörnlein aus Waldenburg erwähnte. 1741 befand sich dort eine erste Badhütte und Badhaus mit Scheune, welche aber schon 1764 durch Schultheiss David La Roche durch einen Neubau ersetzt wurde. 1804 musste dank dem grossen Erfolg das Bad durch Matthias Flubacher erweitert werden.
Berühmt wurde das Bad Bubendorf durch die Versammlungen von 25 Baselbietern, welche am 18. Oktober 1830 mit einer von Stephan Gutzwiller verfassten Bittschrift an die «hochgeachteten Herren und Oberen in Basel» die vollkommene Gleichberechtigung zwischen Stadt- und Landbürgern forderten. Dies war der Anfang der Kantonsteilung von Basel. Seit da wird das Bad Bubendorf das Baselbieter Rütli genannt.
1837 richtete man Solbäder ein, aber im 19. Jahrhundert wurde der Badebetrieb aufgegeben, und nur die Hotellerie blieb übrig. 1880 wurde die Bahnstation vis-à-vis des Hotels eröffnet, wodurch sich die Erreichbarkeit des Landgasthofs markant verbesserte.
1979–1981 wurde durch Rudolf Huber das Ensemble einer Renovation unterzogen. Seit 1999 führt die Hotel Bad Bubendorf AG den Betrieb des Restaurants und des Hotels.

## Heutige Nutzung
Das Gebäude Bad Bubendorf wird heute weiterhin als Restaurant (Landgasthof) und Hotel genutzt. Rund um das Hotel, entlang der Hauptstrasse, entstanden einige Industriebauten. Das Gebiet talaufwärts wird als Gewerbequartier genutzt. Talabwärts dominiert noch Acker- und Weideland. Dieses Land wird regelmässig für Grossveranstaltungen genutzt. So war im Jahr 2002 das Festzentrum des Eidgenössischen Turnfests mit 75'000 Teilnehmern in Bad Bubendorf, und 2008 wurde hier anlässlich der Fussball-Europameisterschaft das 9. Stadion errichtet (inzwischen wieder entfernt). Die zukünftige Nutzung ist noch unklar, es existieren Pläne für eine Motorfahrzeugkontrollstation und für ein Polysportzentrum.